# December 2014
Dit artikel geeft een chronologisch overzicht van de belangrijkste gebeurtenissen per dag van de maand december in het jaar 2014.

## Gebeurtenissen

### 1 december
- Het Wereldvoedselprogramma van de Verenigde Naties kampt met een tekort van omgerekend ruim 50 miljoen euro. Daardoor schort het VN-programma de voedselhulp aan 1,7 miljoen Syrische vluchtelingen op.
- In België vindt de tweede provinciale stakingsdag plaats in de provincies Oost- en West-Vlaanderen, Luik en Namen.
- De Poolse ex-premier Donald Tusk volgt officieel de Belg Herman Van Rompuy op als voorzitter van de Europese Raad.

### 2 december
- Bij de Noord-Keniaanse stad Mandera worden 36 niet-islamitische arbeiders vermoord door Al-Shabaab.
- In Egypte worden 188 betogers tot de doodstraf veroordeeld. De demonstranten worden schuldig bevonden aan de dood van dertien politieagenten tijdens rellen in augustus na protestacties van aanhangers van de afgezette president Mohamed Morsi.
- De Wereldgezondheidsorganisatie verklaart Spanje vrij van ebola.

### 3 december
- De NAVO kondigt de oprichting van een flitsbrigade bestaande uit Nederlandse, Duitse en Noorse soldaten aan. De NAVO-brigade wordt snel verplaatst naar de Russische grens in geval van Russische agressie.
- De Zweedse minderheidsregering van premier Stefan Löfven valt al na twee maanden, nadat het parlement het begrotingsvoorstel niet goedkeurt. Voor het eerst sinds 1958 komen er in Zweden vervroegde verkiezingen. Die zijn gepland voor 22 maart 2015.
- Vanwege het uiteenvallen van het Israëlische kabinet-Netanyahu III besluit de Knesset op 17 maart 2015 nieuwe parlementsverkiezingen te houden. Vooral een wetsvoorstel waarin het Joodse karakter van Israël wordt beklemtoond, bleek een struikelblok.

### 4 december
- De Nederlandse koning Willem-Alexander reikt de Militaire Willems-Orde uit aan majoor Gijs Tuinman. Hierdoor komt het aantal persoonlijke ridders in leven op vijf te staan.
- Bij een aanslag in Grozny vallen minstens twintig doden. Het is de eerste zware aanslag na enkele jaren van relatieve rust in Tsjetsjenië.

### 5 december
- Een internationale groep wetenschappers ontdekt dat warm oceaanwater de onderste laag van de ijskap van Antarctica sneller doet smelten dan eerder werd gedacht.
- Orion, het nieuwe ruimteveer van NASA, wordt voor de eerste keer gelanceerd. Het maakt onbemand twee rondjes rond de aarde en keert succesvol terug.
- Vijf deskundigen van de Verenigde Naties vragen om een nieuwe politieaanpak van verdachten afkomstig uit etnische minderheidsgroepen in de Verenigde Staten. Dit naar aanleiding van besluiten om twee blanke politieagenten die elk een ongewapende verdachte van Afro-Amerikaanse afkomst doodden niet strafrechtelijk te vervolgen.

### 6 december
- De Belgische federale regering kondigt zeven dagen van nationale rouw aan na het overlijden van koningin Fabiola.
- De tyfoon Hagupit gaat aan land op de Filipijnen, op de oostelijke eilanden Samar en Leyte. Minstens zevenentwintig mensen komen om en in grote delen van de eilanden valt de stroom uit.

### 7 december
- Brazilië en China lanceren vanaf de Chinese lanceerbasis Taiyuan de Aarde-observatiesatelliet CBERS-4. De gezamenlijke satelliet gaat onder meer de ontbossing van het Amazonewoud monitoren.

### 8 december
- De Franse regering stelt 60 miljoen dollar beschikaar ter compensatie voor joden die tijdens de Tweede Wereldoorlog door de Franse spoorwegmaatschappij Société Nationale des Chemins de fer Français zijn gedeporteerd. Als gevolg van een akkoord tussen Frankrijk en de Verenigde Staten hebben niet-Franse Holocaustoverlevenden ook recht op compensatie.
- In België vindt een derde opeenvolgende maandagse regionale stakingsdag plaats, ditmaal in de provincies Vlaams- en Waals-Brabant en in het Brussels Hoofdstedelijk Gewest.

### 9 december
- Uit een onderzoeksrapport van de Amerikaanse Senaatscommissie voor Inlichtingen komt naar voren dat de inlichtingendienst CIA tijdens het presidentschap van George W. Bush wrede verhoormethoden gebruikte.
- Amnesty International concludeert na lang onderzoek dat Israël oorlogsmisdaden pleegde bij bombardementen tijdens het Conflict in de Gazastrook 2014.
- De eerste wrakstukken van Malaysia Airlines-vlucht 17, die in juli in Oost-Oekraïne neerstortte, komen aan in Nederland. Delen van het toestel zullen gereconstrueerd worden op de vliegbasis Gilze-Rijen.

### 10 december
- De Palestijnse president Mahmoud Abbas kondigt drie dagen van nationale rouw af vanwege de dood van oud-minister van Nederzettingen Ziad Abu Ein, die om het leven kwam na een confrontatie met Israëlische soldaten bij een vreedzame betoging tegen Israëlische confiscatie van Palestijns land op de Westelijke Jordaanoever.
- De centrumrechtse coalitie Alliance Lepep, die geleid wordt door oud-premier Anerood Jugnauth, wint de algemene verkiezingen in Mauritius.

### 11 december
- In de Braziliaanse stad Rio de Janeiro pakt de politie een seriemoordenaar op. Na zijn arrestatie bekende hij in tien jaar tijd 42 mensen te hebben vermoord.
- Bij een dubbele zelfmoordaanslag in Nigeria komen 31 mensen om het leven.

### 12 december
- De NASA-ruimtetelescoop Chandra X-Ray Observatory brengt drie kosmische botsingen in beeld, waaronder de twee botsende sterrenstelsels NGC 2207 en IC 2163.
- Een landelijke staking tegen de bezuinigingsplannen van het kabinet-Renzi legt het openbare leven in Italië plat.

### 13 december
- In de Amerikaanse staten Californië, New York en Washington gaan tienduizenden mensen de straat op om te protesteren tegen de dood van ongewapende Afro-Amerikaanse mannen door de Amerikaanse politie.
- Bij een aardverschuiving op het Indonesische eiland Java komen minstens twintig mensen om het leven. Bijna negentig mensen worden vermist.

### 14 december
- De zittende coalitie onder leiding van premier Shinzo Abe wint de vervroegde parlementsverkiezingen in Japan.
- De Haïtiaanse premier Laurent Lamothe treedt af naar aanleiding van antiregeringsprotesten.
- De Turkse politie arresteert 23 tegenstanders van president Erdoğan, onder wie journalisten, twee voormalige politiechefs en de voorzitter van de Turkse televisiezender Samanyolu TV. De arrestanten zijn gelieerd aan de beweging van de Turkse islamitische geestelijke Fethullah Gülen.
- In het dorp Gumsuri in het noordoosten van Nigeria worden 32 mensen gedood en 185 mensen ontvoerd bij een aanval door moslimextremisten van de Nigeriaanse terreurorganisatie Boko Haram.
- In de Peruaanse hoofdstad Lima komen de vertegenwoordigers van de 195 deelnemende landen aan de VN-klimaatconferentie tot consensus over het CO2-reductiedoel.

### 15 december
- In het centrum van Sydney beëindigt de politie een ruim zestien uur durende gijzeling door een radicale islamitische geestelijke.
- Een landelijke 24-uursstaking tegen de bezuinigingsplannen van de centrumrechtse regering-Michel I verstoort het openbare leven in België.
- Het College bescherming persoonsgegevens in Den Haag legt internetbedrijf Google een dwangsom op die kan oplopen tot 15 miljoen euro wegens schending van de privacy van Nederlandse gebruikers van de zoekmachine Google.

### 16 december
- Onderzoekers van het Erasmus MC in Rotterdam en van de Harvard School of Public Health in Boston stellen vast dat yoga het risico op hart- en vaatziekten vermindert.
- In het Duitse district Cloppenburg in de deelstaat Nedersaksen breekt vogelgriep uit. Het gaat hierbij om de hoogpathogene H5N8-variant van de ziekte.
- In het Zuid-Amerikaanse land Suriname en op de kleine Antilliaanse eilanden Aruba, Bonaire en Curaçao heerst een chikungunyaepidemie.
- In Pesjawar worden 145 mensen – onder wie 132 schoolkinderen – gedood bij een aanval door de taliban. Naar aanleiding daarvan kondigt Pakistan drie dagen van nationale rouw af.
- Drie Eerste Kamerleden van de PvdA (Guusje ter Horst, Adri Duivesteijn en Marijke Linthorst) stemmen tegen het voorstel van minister Edith Schippers dat het verzekeraars mogelijk maakt zorgverzekeringen aan te bieden zonder vrije artsenkeuze. Hierdoor sneuvelt het voorstel en raakt het kabinet-Rutte II in problemen.
- De winnaar van het "Woord van het jaar", een wedstrijd georganiseerd door Van Dale, is in Nederland het woord "dagobertducktaks" en in Vlaanderen het woord "flitsmarathon".

### 17 december
- De Amerikaanse president Barack Obama en de Cubaanse president Raúl Castro maken bekend dat beide landen hun diplomatieke relatie gaan herstellen, waarmee er een einde komt aan de isolatie van het Latijns-Amerikaanse land.
- In Duitsland gaat het kabinet-Merkel III akkoord met de plannen van Alexander Dobrindt, minister van Verkeer en Digitale Infrastructuur, voor tolheffing op autosnelwegen.
- De Verenigde Naties beschuldigt Noord-Korea van misdaden tegen de menselijkheid en wil om deze reden het Aziatisch land voor het Internationaal Gerechtshof in Den Haag slepen.
- Het Gerecht van Eerste Aanleg van de Europese Unie bepaalt dat de Palestijnse organisatie Hamas van de Europese terreurlijst moet worden gehaald. De Europese Unie handhaaft echter haar sancties en is van plan de organisatie met een verbeterde onderbouwing terug te plaatsen.
- Het centrum van Roermond wordt afgesloten omdat bij een brand in de jachthaven een grote hoeveelheid asbest is vrijgekomen.

### 18 december
- Het Britse persbureau Reuters roept de Nederlandse schaatsster Ireen Wüst en de Noord-Ierse golfer Rory McIlroy uit tot respectievelijk wereldwijd Sportvrouw en Sportman van het jaar 2014.
- De Colombiaanse guerrillabeweging FARC kondigt een eenzijdig staakt-het-vuren voor onbepaalde tijd af.
- Iraaks-Koerdische troepen ontzetten de berg bij Sinjar in het noorden van Irak, waar duizenden jezidi's al maanden werden belegerd door de terreurgroep Islamitische Staat.
- In Egypte ontdekken Amerikaanse archeologen van de Brigham Young-universiteit een begraafplaats met een miljoen mummies.
- Het Europese Hof van Justitie in Luxemburg bepaalt dat obesitas een handicap kan zijn bij deelname aan het arbeidsproces, maar dat geen reden vormt voor ontslag.

### 19 december
- Amerikaanse onderzoekers van de Universiteit van Californië in Berkeley ontdekken dat vogels stormen en tornado's kunnen voorspellen.
- Duitse onderzoekers ontdekken dat hackers mobiele telefoongesprekken en sms-berichten gemakkelijk kunnen onderscheppen vanwege een bug in het ss7-protocol.
- De Italiaanse regio Toscane wordt getroffen door een aardbeving met een kracht van 4,3 op de schaal van Richter.
- De Turkse justitie vaardigt een arrestatiebevel uit tegen de Turkse islamitische prediker Fethullah Gülen, die in ballingschap in de Verenigde Staten leeft en de voornaamste tegenstander is van de Turkse president Recep Tayyip Erdoğan. Hij wordt ervan beschuldigd president Erdogan ten val te proberen te brengen. Ook zou hij aan het hoofd staan van een terroristische organisatie.

### 20 december
- Koerdische peshmarga heroveren Sinjar, de hoofdstad van het woongebied van de jezidi's, op de Islamitische Staat.
- In de Duitse gemeente Meppen in de deelstaat Nedersaksen breekt bij een eendenfokkerij vogelgriep van het type H5N8 uit.
- Een vrij krachtige aardbeving met een kracht van 5,9 op de schaal van Richter treft het Japanse eiland Honshu. Ook in Fukushima was de beving voelbaar.
- Israël voert luchtaanvallen uit op Hamas in de Gazastrook als vergelding voor raketten die vanuit Gaza op Israël werden afgevuurd. Het zijn de eerste luchtaanvallen op de Gazastrook sinds de wapenstilstand voor onbepaalde tijd van 16 augustus 2014.
- In de Verenigde Staten schiet een gewapende man van Afro-Amerikaanse afkomst twee politieagenten van de NYPD dood uit wraak voor de dood van Michael Brown en Eric Gardner. De dader pleegt kort daarna zelfmoord.

### 21 december
- Het Kameroens leger rolt een trainingskamp van de Nigeriaanse islamitische terreurorganisatie Boko Haram op. Bij die legeractie in het uiterste noorden van het land worden tientallen strijders van Boko Haram gedood en meer dan tachtig kindsoldaten bevrijd.
- Terreurgroep Islamitische Staat doodt in de Noord-Iraakse stad Mosoel ca. 45 van haar eigen strijders, na een nederlaag tegen de peshmerga's in het Sinjargebergte.[1]
- In Boedapest winnen de Noorse handbalsters voor de zesde keer de Europese titel door in de finale Spanje met 28-25 te verslaan.

### 22 december
- In de Schotse stad Glasgow rijdt de bestuurder van een vuilniswagen zonder die intentie te hebben in op een grote groep voetgangers in een drukke winkelstraat. Minstens zes mensen komen daarbij om.
- Duitse biologen ontdekken op Indonesische eilanden ruim negentig nieuwe keversoorten van het geslacht Trigonopterus.
- De Tunesische politicus Beji Caid Essebsi wint de presidentsverkiezingen in zijn land.

### 23 december
- De NASA-ruimtetelescoop NuSTAR maakt een zeer gedetailleerd portret van de Zon.
- Het Oekraïense parlement stemt met grote meerderheid voor de opheffing van de neutrale status van het land, met de bedoeling een toetreding tot de NAVO mogelijk te maken.
- Amnesty International concludeert in haar rapport dat terreurgroep IS op grote schaal misdaden tegen de menselijkheid pleegt, en vooral tegen vrouwen.
- Topjudoka Linda Bolder komt met ingang van 1 januari voor Israël uit. De 26-jarige Haarlemse, die vorig jaar tweede van Europa werd, besluit deze stap te maken, omdat er in het judo maar één sporter per gewichtsklasse aan de Olympische Spelen mag meedoen en zij in de categorie tot 70 kilo Kim Polling voor zich moet dulden.

### 25 december
- De overheid in de Verenigde Staten gaat een schadevergoeding van 554 miljoen dollar betalen aan de Noord-Amerikaanse indianenstam Navajo Nation wegens mismanagement van inheemse gelden, grondstoffen en land. Het is daarmee de grootste schikking ooit tussen een Amerikaanse indianenstam en de Amerikaanse overheid.

### 27 december
- De Zuidoost-Aziatische landen Indonesië, Maleisië, Sri Lanka en Thailand kampen met de ergste overstromingen in decennia. In deze landen vielen daardoor al minstens zevenendertig doden en zo'n 800.000 mensen werden geëvacueerd.
- Andreï Kobiakov wordt benoemd tot minister-president van Wit-Rusland.
- In de Amerikaanse stad New York wonen tienduizenden mensen uit heel Amerika de begrafenisplechtigheid bij van de NYPD-agent Rafael Ramos, die op 20 december 2014 samen met een collega werd doodgeschoten. Tijdens de uitvaart protesteren 25.000 politieagenten tegen burgemeester Bill de Blasio.

### 28 december
- Op het schip de Norman Atlantic breekt op het autodek brand uit wanneer het zich op 81 km van de kust van het het Griekse eiland Korfoe bevindt. Een internationale reddingsoperatie komt op gang. Pas de daaropvolgende dag zijn alle 478 opvarenden geëvacueerd; minstens tien opvarenden overleven het ongeval niet.
- De NAVO beëindigt na dertien jaar haar ISAF-gevechtsmissie in Afghanistan. Wel blijft er een beperkte buitenlandse troepenmacht bestaande uit 12.500 militairen in het land die de training van het Afghaanse leger op zich zal nemen.
- Bij een aanval van de Nigeriaanse terreurgroep Boko Haram op een dorp in het noorden van Kameroen vallen minstens 23 doden.
- Indonesia AirAsia-vlucht 8501, een Airbus A320 van de Indonesische luchtvaartmaatschappij Indonesia AirAsia met aan boord 155 passagiers en zeven bemanningsleden, verdwijnt van de radar boven de Javazee. Voor de kust van Borneo worden twee dagen later wrakstukken en vervolgens ook lichamen gevonden.

### 30 december
- De Russische anti-corruptieblogger en politiek activist Aleksej Navalny wordt schuldig bevonden aan het verduisteren van geld en krijgt een voorwaardelijke celstraf van 3,5 jaar. Navalny zelf denkt dat hij vooral terechtstaat vanwege zijn politieke standpunten. De uitspraak in de rechtszaak werd plotseling vervroegd, volgens critici om massale protesten te voorkomen.
- Op de Filipijnen vallen 59 doden door de tropische storm Jangmi.
- In de nacht van maandag op dinsdag wordt de stad Groningen getroffen door een aardbeving met een kracht van 2,8 op de schaal van Richter.

### 31 december
- De Italiaanse Marine onderschept het vrachtschip Blue Sky M, dat onderweg was van Turkije naar Kroatië met ongeveer 970 Syrische vluchtelingen aan boord. Op het geredde schip worden vier doden gevonden.
- In de Chinese havenstad Shanghai vallen 36 doden bij een stormloop tijdens een groot feest ter gelegenheid van oud en nieuw.
- Bij een zelfmoordaanslag in de Jemenitische stad Ibb komen 49 mensen om het leven.

## Overleden
<< · januari · februari · maart · april · mei · juni · juli · augustus · september · oktober · november · december · >>